# Arisaema ishizuchiense
Arisaema ishizuchiense är en kallaväxtart som beskrevs av Gen Murata. Arisaema ishizuchiense ingår i släktet Arisaema och familjen kallaväxter.

## Underarter
Arten delas in i följande underarter:
- A. i. brevicollum
- A. i. ishizuchiense